# (29672) Salvo
(29672) Salvo (1998 XG9) – planetoida z pasa głównego asteroid okrążająca Słońce w ciągu 3,8 lat w średniej odległości 2,43 j.a. Odkryta 12 grudnia 1998 roku.